# Melville Island, British Columbia
Melville Island är en ö i Kanada.   Den ligger i North Coast Regional District och provinsen British Columbia, i den sydvästra delen av landet, 4 000 km väster om huvudstaden Ottawa. Arean är 25 kvadratkilometer.
Terrängen på Melville Island är lite kuperad. Öns högsta punkt är 387 meter över havet. Den sträcker sig 6,6 kilometer i nord-sydlig riktning, och 6,1 kilometer i öst-västlig riktning.